# Salvador Lizárraga Sánchez
Pour les articles homonymes, voir Lizarraga et Sánchez.
Salvador Lizárraga Sánchez, né le 9 novembre 1932 dans le village de Siqueros de la Municipalité de Mazatlán (es) et mort le 29 mars 2021 à Mazatlán, parfois connu professionnellement comme Salvador "El Güero" Lizárraga, et amicalement ou affectueusement comme Don Chava, est un clarinettiste, directeur musical et producteur musical, principalement connu pour avoir été l'un des fondateurs et le directeur pendant quarante ans de la La Original Banda El Limón.
Son goût pour l'innovation a été déterminant dans le processus de modernisation et d'internationalisation de la música de banda Sinaloense et son appui décisif dans la carrière de nombreux artistes[réf. nécessaire].

## Vie familiale et privée
Son père lui offre sa première clarinette qu'il nomme «El 13 Llaves» et son frère aîné l'initie au jeu de l'instrument. Il doit travailler très jeune pour financer ses cours de musique en tant qu'apprentis cordonnier et comme écailler d'un chariot de fruits de mer.

En 1960, il épouse Maria Barret. Le couple reste uni jusqu'à la mort de l'époux et élève huit enfants dont aucun n'a voulu faire une carrière de musicien. Cinq de leur vingt-cinq petits enfants, par contre, choisissent ce métier.

## Carrière
Il se forme pendant huit ans dans le cadre d'une banda locale, nommée « Banda Siqueros », puis décide, fortement soutenu par son épouse, de donner un tour professionnel à sa carrière de musicien et s'installe avec sa famille à Mazatlán.
Salvador Lizárraga commence à travailler professionnellement au sein de la Banda La Mazatleca.  Le 15 janvier 1965, Pedro Aramburo, Encarnación Peraza, Lino Quintero, Carlos Peraza et Pedro Peraza créent, dans le village de El Limón de los Peraza, dans la Municipalité de San Ignacio (es), la « Banda El Limón ». À ses débuts, il s'agit d'un orchestre qui anime les restaurants et les fêtes privées de fin de semaine à Mazatlán dont les musiciens retournent la semaine dans leur village pour se consacrer aux travaux agricoles. Avec le temps, ils finissent par s'installer de façon permanente en ville et incorporent à l'effectif des musiciens déjà actifs sur place, dont : Salvador Lizárraga, Trinidad Placencia et Salvador Tirado.
En 1979, sa fidélité à l'ensemble et ses compétences musicales, conduisent les musiciens à confier à Salvador Lizárraga la direction de l'orchestre.
En 1996, Salvador Lizárraga est victime d'un accident vasculaire cérébral et doit confier pendant sa convalescence la direction de l'orchestre à René Camacho. Lors de son retour, en 1997, les deux hommes rentrent en conflit à propos du projet artistique que chacun veut donner à la Banda El Limon. René Camacho le résout en créant son propre ensemble qui porte, à ses débuts, le même non et met en œuvre un concept identique.

## Reconnaissances publiques et professionnelles

### Reconnaissances publiques
- Salvador Lizárraga Sánchez est représenté, aux côtés de Don Cruz Lizárraga Lizárraga, fondateur de la Banda El Recodo, et de ses fils, Don Germán Lizárraga Lizárraga, fondateur de la Banda Estrellas de Sinaloa, et Luis Alfonso "Poncho" Lizárraga Lizárraga, directeur de la Banda El Recodo, de Ramón López Alvarado, fondateur de la Banda La Costeña, de  René Camacho, fondateur de la Arrolladora Banda El Limón, et de Sergio Lizárraga Lizárraga, directeur de la Banda MS, sur la fresque dite des « Rois de la musique régionale de Sinaloa » (La Realeza del Regional Sinaloense), inaugurée le 5 mars 2022, conçue et réalisée par le peintre Sergio Ramírez, pour décorer l'une des façades de l'hôtel-boutique « Casa Lucila » 23° 11′ 40″ N, 106° 25′ 39″ O sur l'avenue « Paseo Olas Altas », l'une des principales promenades du front de mer à Mazatlán[5].

### Sources
- (es) Centro de Estudios Lingüísticos y Literarios, « güero », sur El Diccionario del español de México, El Colegio de México.
- (es) Isela Morales, « "'Eduqué a mis hijos como me educaron a mí': María Barret" » [html], sur Noroeste, Noroeste, Mazatlán, Editorial Noroeste S.A. de C.V., Sistema Periodistico De Sinaloa S.A de C.V, 7 novembre 2015.
- (es) Giovanni Davila, « Don Salvador Lizarraga Sanchez - Director La Original Banda El Limon » [html], sur Que retumbe la tambora, Cuajimalpa, México D.F., 24 août 2010.
- (es) Marisela González, « Se inaugura el mural ‘La Realeza del Regional Sinaloense’, en Olas Altas » [html], Gente, sur Noroeste, Noroeste, Mazatlán, Sinaloa, Sistema Periodístico de Sinaloa S.A. de C.V., 5 mars 2022.
- (es) « Label Rex » [html], sur Strachwitz Frontera Collection, Strachwitz Frontera Collection of Mexican and Mexican American Recordings, Los Angeles, The Arhoolie Foundation, UCLA Chicano Studies Research Center, UCLA Library (consulté le 30 juin 2022).